# Eduardo Said
Eduardo Said é um diretor e produtor de televisão mexicano. Tornou-se conhecido por trabalhar na produção executiva de Camaleones, Un refugio para el amor e Más allá de La usurpadora.

## Obras
- Mi adorable maldición (2017)
- Simplemente María (2015)
- Por siempre mi amor (2013)
- Un refugio para el amor (2012)
- La rosa de Guadalupe (2010)
- Camaleones (2009)
- Bajo las riendas del amor (2007)
- Amigos x siempre (2000)
- El diario de Daniela (1999)
- Más allá de La usurpadora (1998)
- La usurpadora (1998)